# Almacenes de mineral de la CEMR
Los Almacenes de mineral de hierro de la CEMR  es un antiguo almacén de la arquitectura industrial situado sobre la Avenida de la Marina Española, en el Ensanche Modernista de la ciudad española de Melilla, y forma parte del Conjunto Histórico Artístico de la Ciudad de Melilla, un Bien de Interés Cultural.

## Historia
Fue construido  entre 1920 y 1925 según proyecto del ingeniero Alfonso Gómez Jordana, para la Compañía Española de Minas del Rif S.A. entre el Viaducto de la CEMR y el edificio de enlace, sala de máquinas y casa de mando, la Cinta Única, hoy sustituido por las Torres V Centenario, que daban al Cargadero.
Fue reformado en los años 90 para transformarlo en locales comerciales En el 2018 se remodeló la explanada situada en su extremo este.

## Descripción
Está edificado con hormigón armado. Consta de una basamento de piedra del Gurugú sobre el que se sitúan las estructuras del depósito, dos filas rectangulares formados por grandes pilares que soportan vigas.
Sobre ellos pasaba el viaducto, el paso elevado del ferrocarril, que vertía el mineral a los depósitos, dónde se almacenaba hasta que pasaban a uno  de las cintas transportadoras de las cinco bóvedas subterráneas, para dirigirse hacía el edificio de enlace, sala de máquinas y casa de mando, desde pasaban al Cargadero de mineral de Melilla.